# تندور قیصر
تندور قیصر (به انگلیسی: Tando Qaiser) یک منطقهٔ مسکونی در پاکستان است که در ایالت سند واقع شده‌است. تندور قیصر ۲۵٫۰۰۰ نفر جمعیت دارد.